# Diplodia amphisphaerioides
Diplodia amphisphaerioides är en svampart som beskrevs av Pass. 1891. Diplodia amphisphaerioides ingår i släktet Diplodia och familjen Botryosphaeriaceae.   Inga underarter finns listade i Catalogue of Life.